# Gennadi Jurjewitsch Prokopenko
Gennadi Jurjewitsch Prokopenko (russisch Геннадий Юрьевич Прокопенко, wiss. Transliteration Gennadij Jur'evič Prokopenko; * 18. Januar 1964 in Perm) ist ein ehemaliger sowjetischer Skispringer.

## Werdegang
Prokopenko sprang am 30. Dezember 1981 zum Eröffnungsspringen der Vierschanzentournee 1981/82 in Oberstdorf erstmals im Skisprung-Weltcup. Dabei blieb er jedoch erfolglos. Sein bestes Resultat erzielt er dabei mit dem 19. Platz in Garmisch-Partenkirchen. Bei der Nordischen Skiweltmeisterschaft 1982 in Oslo erreichte Prokopenko auf der Normalschanze den 49. und auf der Großschanze den 18. Platz.
Zur folgenden Saison 1982/83 trat er lediglich zu einem Springen an. Zum Saisonabschluss in Planica konnte er mit einem 12. Platz von der Großschanze erstmals Weltcup-Punkte gewinnen.
Bei den Olympischen Winterspielen 1984 in Sarajewo erreichte Prokopenko auf der Normalschanze den 26. und auf der Großschanze den 30. Platz.
Beim ersten Weltcup-Springen nach den Olympischen Spielen erreichte er im finnischen Lahti mit dem 5. Platz das höchste Einzelresultat seiner Karriere. Zudem war es das einzige Ergebnis unter den besten zehn, das er je erreichte. Am Ende der Saison 1983/84 belegte er mit Platz 51. das beste Ergebnis seiner Karriere in der Weltcup-Gesamtwertung. In der folgenden Saison trat er noch einmal zur Vierschanzentournee 1984/85 an, konnte dabei jedoch nur in Oberstdorf in die Punkteränge springen.
Mit der Teilnahme an der Nordischen Skiweltmeisterschaft 1985 in Seefeld in Tirol beendete er seine aktive Skisprungkarriere. Dabei erreichte er auf der Normalschanze noch einmal den 32. und auf der Großschanze den 18. Platz.